# Aquacultura

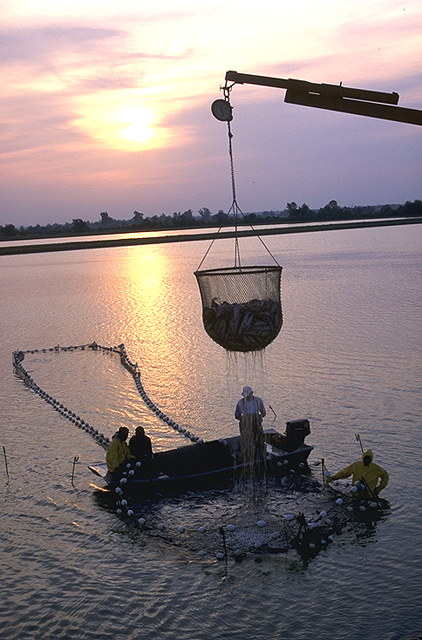
Trabalhadores recolhem peixe de uma exploração no Mississippi.

Aquacultura ou aquicultura é o ramo da Zootecnia que estuda a produção racional de organismos aquáticos, como peixes, moluscos, crustáceos, anfíbios, répteis e plantas aquáticas para uso do homem.  Os peixes de aquacultura são alimentados de ração. As primeiras atividades de aquacultura realizaram-se há muito tempo, existindo registros de que os chineses já a conheciam vários séculos antes de nossa era e de que os egípcios já criavam a tilápia-do-nilo (Sarotherodon niloticus) há 4000 anos.
De acordo com estudos, a produção de peixes através de aquicultura triplicou entre 1995 e 2007. Até o final da primeira década do século XXI, a aquacultura era responsável pela produção da metade do peixe consumido pela população mundial.  Atualmente, dos 160 milhões de toneladas de produtos do mar que acabam sendo consumidos a cada ano, 50% vem da aquicultura.

## Tipos
- Piscicultura: criação de peixes, em água doce, água salobra ou água marinha;
- Carcinicultura: criação de camarões e lagostas;
- Maricultura: aquacultura em água salgada;
- Malacocultura: criação de moluscos (caramujos, chocos, lulas e polvos);
- Mitilicultura: criação de mexilhão;
- Ostreicultura: criação de ostras;
- Pectinicultura : criação de vieiras;
- Algicultura: cultivo de algas;
- Ranicultura: criação de rãs;

## Vantagens e benefícios
De acordo com a FAO (Food and Agricultural Organization), órgão das Nações Unidas responsável pelo estudo dos problemas de alimentação no mundo, um hectare cultivado com peixes produz mais do que com qualquer outro animal. Enquanto os mamíferos dependem das características do ar para a sua respiração e manutenção da temperatura corporal, o peixe flutua, se locomove e regula sua temperatura interna com muito mais facilidade em virtude da densidade do seu corpo ser praticamente igual à da água. Dessa forma, os peixes despendem muito pouca energia para a flutuação, locomoção e manutenção de sua temperatura interna, o que lhes garante uma maior conversão da energia contida nos alimentos que consomem em carne, alcançando uma altíssima produtividade. Por isso, a aquacultura assume importância cada vez maior no panorama do abastecimento alimentar mundial.
A aquacultura também oferece vantagens sociais às populações de inúmeros países onde o pescado marinho não pode chegar em boas condições sanitárias e a preços razoáveis.
Surge de uma forma ainda bastante pioneira um pouco por todo o mundo, a aquacultura em mar aberto ou offshore. Para os peixes o cultivo é realizado através de jaulas flutuantes, que podem ser de superfície ou submersíveis, dependendo do hidrodinamismo do local. Relativamente aos moluscos bivalves o cultivo é feito através de long-lines. Em Portugal Continental, foi delimitada em 2009 a primeira Área de Produção Aquícola (APA), denominada de Área Piloto de Produção Aquícola da Armona (APPAA), situada em Olhão, no Algarve, ao largo da ilha da Armona. Portugal devido ao seu contexto geográfico, histórico e económico revela grandes potencialidades para a expansão da aquacultura em mar aberto.

## Aquicultura no Brasil
No Brasil, a maior parte das atividades aquícolas é praticada em propriedades rurais comuns.
Na grande maioria, essas fazendas são dotadas de açudes ou represas. A atividade agropecuária normal de uma fazenda produz uma série e quantidades variáveis de subprodutos que de maneira geral não são aproveitados, principalmente quanto à sua possível transformação em proteínas para consumo humano: capins, frutos passados, palhas diversas, varreduas de depósitos de rações, camas de estábulos e galinheiros, águas servidas de estábulos, pocilgas, pequenos matadouros, resíduos de biodigestores, etc, que os peixes em cativeiro aproveitam integralmente. Além disso, pode acrescentar-se água servida em laticínios e o bagaço ou torta de filtragem da cana-de-açúcar, entre outros subprodutos de usinas de açúcar e álcool.
Utilizando pouca mão-de-obra, a piscicultura nos açudes e represas não conflita com as demais atividades desenvolvidas numa fazenda. Pelo contrário, é um complemento muito proveitoso, dado que tem a característica básica de reciclar subprodutos e resíduos, transformando-os em proteína animal.
No Brasil, as espécies indígenas de valor comercial, o pacuguaçu (Colossoma mitrei), o dourado (Salminus maxillosus), o tambaqui (Colossoma macropomum), o pintado (Pseudoplatystoma corruscans), entre outros, não se reproduzem em tanques. São as chamadas espécies de piracema, que dependem da injeção de hormônios naturais e sintéticos para a reprodução. Essa técnica tem se popularizado rapidamente.
O desenvolvimento da piscicultura brasileira teve por base as espécies exóticas que se reproduzem em tanques e permitem o cultivo controlado. É o caso da tilápia comum, tilápia-do-nilo, entre outros. Só em 2020, o Brasil produziu 486.155 toneladas de peixes da espécie. A migração da base de produção para as espécies de piracema é relativamente recente, sendo posterior à Década de 1970. Bem como o tambaqui, espécie amplamente cultivada no estado de Roraima.
As tilápias e as carpas são as espécies mais adequadas para criação em represas e açudes das propriedades rurais, devido à sua rusticidade. As espécies carnívoras, como o trairão e o tucunaré devem ser utilizadas apenas como auxiliares no controle do excesso de reprodução das tilápias, não se recomendando sua criação isolada. A inserção de espécies carnívoras é benéfica para melhorar a qualidade do peixe obtido, que cresce mais em menos tempo. No entanto, a inserção deve ser feita com muito cuidado, pois pode causar sérios problemas ecológicos caso haja fugas das espécies carnívoras para os rios locais.
A adubação das águas é um dos aspectos mais importantes da criação de peixes em cativeiro, representando o enriquecimento das águas. Pode ser feito de várias maneiras. Se for possível, as águas usadas para lavar estábulos e pocilgas devem ser levadas para os açudes, desde que não causem poluição do meio aquático por excesso de volume. Sua presença em pequenas quantidades propiciará o incremento da produção natural de plâncton. Além de fertilizarem a água, os estercos são também diretamente ingeridos pelos peixes. De uma maneira geral, pode usar-se o esterco de curral na proporção de duas toneladas por hectare, duas vezes ao ano.
Os adubos químicos também podem ser utilizados, embora não apresentem resultados tão bons quanto os orgânicos, preferencialmente associados ao esterco para a obtenção de melhores resultados.
Na região de Campos do Jordão, há grande produção de trutas. A truta brasileira ganha mais peso que as correspondentes americanas e japonesas, além de sabor característico.
Portanto, as propriedades agrícolas providas de açudes apresentam um potencial bastante grande para a produção perene de peixe de alta qualidade e a custos baixos.

## Produção aquícola em Portugal e a sua evolução
Em Portugal a aquacultura é uma atividade primária e relativamente recente. O peso da aquacultura nacional no fornecimento de pescado ao mercado português é ainda muito baixo. Em 2011 a produção nacional atingiu as 9166 toneladas. Cerca de 8051 toneladas foram produzidas em águas marinhas ou salobras. Deste total foram produzidas 4056 toneladas de peixe e 3545 toneladas de moluscos. As águas interiores completam a restante produção com 1115 toneladas produzidas.
Em termos históricos, antes da entrada na CEE/UE o sector caracterizava-se pela produção de truta, em regime intensivo nas águas interiores, dourada, robalo e bivalves, em regime extensivo nas zonas estuarinas. Na década de 60 surgiu a primeira piscicultura industrial nas margens do rio Coura. Após entrada na CEE/UE em 1986 dá-se início à instalação de novas unidades aquícolas, de pequena dimensão, em regime semi-intensivo de dourada e robalo, levando ao aumento da produção até às 7000 toneladas. No entanto, a produção fica estagnada, devido às dificuldades de Licenciamento, falta de apoios tecnológicos, falta de “know-how” dos empresários aquícolas, deficientes estratégias comerciais, falhas estruturais dos métodos de produção e falta de critérios na aplicação dos Fundos Comunitários, culminando na inviabilidade económica de muitas das novas unidades. A elevada concorrência com outros países produtores, implicou uma redução da produção nacional de dourada e robalo no período 2007 - 2011. Nesse mesmo período surgiu a produção de peixes planos, iniciando-se igualmente a promoção da aquacultura Offshore.

### Localização dos estabelecimentos aquícolas
Em 2011 o número de estabelecimentos licenciados foi de 1570 (cerca de 91% correspondendo ao sistema de produção extensivo de bivalves). No entanto, o número de estabelecimentos ativos foi ligeiramente inferior (1475). A maioria dos estabelecimentos encontra-se localizada na faixa litoral, desde a Póvoa de Varzim até Castro Marim, pois são as espécies marinhas que mais contribuem para a produção nacional (cerca de 88%). As pisciculturas de água doce localizam-se nos cursos de água e albufeiras da região Centro/Norte e Norte do País.

### Espécies produzidas
De acordo com a última publicação do Instituto Nacional de Estatística, o pregado contribuiu com cerca de 35% da produção total aquícola em 2011 (3197 toneladas). Seguiu-se a amêijoa-fina com 26% (2339 toneladas), a truta arco íris com 12%, ostra e dourada com 9% e o robalo com 5%. O linguado, a corvina (Argyrosomus regius), o mexilhão e a camarinha (Palaemonetes varians) são outras espécies produzidas em Portugal, embora em menores quantidades. É esperado um aumento significativo na produção de mexilhão e linguado durante os próximos anos.

### Sistemas de produção em Portugal
Portugal assume-se como um país onde pontifica a diversidade. Assim, praticamente todos os sistemas de produção existentes estão representados em Portugal: intensivo em estruturas flutuantes; extensivo de bivalves inshore e offshore; extensivo, semi-intensivo e intensivo de peixes inshore. O sistema de produção extensivo é o que conta com o maior número de estabelecimentos em Portugal, uma vez que existem muitos micro produtores de bivalves na Ria Formosa e Ria de Aveiro. A produção semi-intensiva é quase exclusiva para a produção de dourada e robalo, enquanto que a produção intensiva aplica-se, principalmente, na produção de peixes achatados (linguado e pregado) e de truta arco íris (águas interiores).

### Águas interiores
A aquacultura em águas interiores é feita exclusivamente no sistema intensivo, quer em tanques quer em estruturas flutuantes. Os ovos ou juvenis são adquiridos em maternidades e os peixes criados até atingirem um tamanho comercial. Na produção em tanques, existem duas técnicas: o escoamento contínuo (os tanques são alimentados pela água do rio a montante e restituem-lha a jusante) e a recirculação (a água mantém-se em circuito fechado e é reciclada a fim de poder «recircular» nos tanques). Os sistemas em recirculação são mais onerosos (energia), mas permitem um melhor controlo das condições de criação (temperatura, oxigénio) e da qualidade da água. Em Portugal ainda não está implementado qualquer sistema de recirculação em água doce. As principais zonas de produção e com maior potencial são as albufeiras de barragens e troços de rio com água frias em quantidade e qualidade. A área geográfica de localização compreende o Centro/Norte e Norte do País. Atualmente, a principal espécie produzida é a truta arco íris, existindo um potencial para o achigã e enguia.

### Aquacultura em esteiro
A produção em esteiros resulta do aproveitamento de antigas salinas. É o sistema de produção tradicional mais praticado em Portugal para a produção de dourada e robalo. Numa produção extensiva, os animais são introduzidos naturalmente pelos fluxos das marés, mantidos em lagoas preparadas para o efeito (antigas salinas) usando apenas alimento natural e densidades reduzidas. A introdução de alevins de maternidade, de suplementos alimentares (ração) e maiores densidades tornam este sistema em semi-intensivo. Esta forma de aquacultura desempenha um papel importante na conservação do património natural costeiro.
As principais zonas de produção são a Ria de Aveiro, Estuário do Mondego, Sado, Ria de Alvor, Ria Formosa e Foz do Guadiana.

### Aquacultura marinha intensiva em tanques
Em Portugal este sistema de produção é apenas usado na produção de peixes achatados, tais como o pregado e, mais recentemente, o linguado. Ao contrário dos sistemas extensivo e semi-intensivo, na produção em regime intensivo apenas se utiliza ração para a alimentação dos peixes. As densidades são também bastante mais elevadas do que nos sistemas anteriores.
As melhores áreas de produção estão localizados junto à água salgada (seja ela o mar ou lençol subterrâneo), que permita captar água a temperaturas estáveis, de qualidade e com custos competitivos.
Dentro deste grupo, em Portugal, existem dois sistemas de produção: o sistema de recirculação (ou sistema fechado) e o sistema aberto. O sistema de recirculação, como o próprio nome indica, implica a reutilização da água usada no circuito de produção existindo um tratamento antes de voltar a entrar nos tanques. A renovação da água é muito baixa, razão pela qual este sistema requer poucas quantidades de água quando a funcionar em regime cruzeiro. No sistema aberto a água não é reutilizada no circuito havendo uma constante renovação. As unidades produtivas que utilizam este sistema de produção, utilizam elevadas quantidades de água. As unidades aquícolas que utilizam este tipo de sistema localizam-se na Praia da Tocha, Praia de Mira, Torreira e Póvoa de Varzim.

### Aquaculturaoffshore
Este tipo de produção tem um enorme potencial em Portugal, particularmente para produção de bivalves, pois a costa Portuguesa tem águas com condições ideais ao desenvolvimento dessas espécies (ostra, mexilhão e outras). A criação dos moluscos baseia-se na recolha de pós-larvas selvagens ou provenientes de maternidades, que se alimentam de nutrientes naturais presentes no ambiente (animais filtradores). A costa do Algarve pode ser considerada uma zona de produção com boas condições.
Em relação à produção de peixe em offshore, estes são mantidos em jaulas ancoradas no fundo e mantidas à superfície por uma estrutura flutuante, geralmente em plástico. Esta forma de criação pratica-se sobretudo nas zonas abrigadas próximas da costa, mas o recurso a técnicas mais sofisticadas (jaulas submersíveis, televigilância, alimentação automática, etc.) deverão permitir um afastamento relativamente à costa. Em Portugal é necessário delimitar estas zonas de produção abrigadas, com boa circulação de água, longe de potenciais fontes de poluição e com a profundidade adequada. Haverá ainda um importante trabalho a desenvolver no sentido de encontrar estruturas capazes de se adaptarem à condições adversas do mar da costa atlântica e que garantam ao mesmo tempo condições de operacionalidade, assegurando custos de produção competitivos.

### Aquacultura de bivalvesinshore
A produção de bivalves em zonas intertidais (zonas sujeitas ao efeito das marés) é um dos métodos de produção mais tradicionais usado em Portugal. As principais zonas de produção são a Ria de Aveiro, Ria de Alvor e Ria Formosa, sendo a amêijoa-fina e a ostra as principais espécies produzidas. Segundo dados oficiais do INE, em 2011, este tipo de produção contribuiu com cerca de 40% da produção total em Portugal. Este é um tipo de produção exclusivamente extensivo e gerador de inúmeros postos de trabalho devido á elevada mão de obra necessária.

## Problemas
A aquacultura tem sido em anos recentes um dos segmentos de crescimento mais rápido da produção alimentar global. Tem sido saudada como uma resposta para os problemas resultantes da diminuição das populações selvagens de pescado, devido à sobrepesca e a outras causas.
Não obstante, em 2003 houve bastante debate acerca dos méritos da aquacultura. Em países como Reino Unido, Canadá e Noruega, o cultivo de salmão e de truta são as formas de aquacultura de mais rápido crescimento, mas a medida que este tipo de exploração se expande tem vindo a afetar a qualidade dos peixes selvagens, particularmente do salmão.
Na aquacultura intensiva ou industrial usam-se rações e outros produtos para maximizar a produção, entretanto os efluentes podem prejudicar o ecossistema se lançados no meio ambiente sem o devido tratamento. Alguns veem a produção orgânica de peixes como uma forma de manter a qualidade do pescado sem alterar o equilíbrio ambiental.
Há também quem critique o valor social da aquacultura, que teoricamente ajudaria aos mais pobres, mas para grupos como o Greenpeace, na prática, a aquicultura serve a grandes grupos multinacionais, e não beneficia diretamente as populações ribeirinhas locais.
A criação intensiva de crustáceos como o camarão também é questionada pelo Greenpeace: os criadores utilizam grandes quantidades de proteínas de baixo custo, incluindo peixes também criados através da aquacultura, como ração para produzir produtos de alto valor, caso do camarão. De acordo com eles, isso só faz os investidores ficarem ricos, enquanto o capital e outros recursos poderiam ser usados de outra maneira para produzir mais comida para mais gente.
Um outro problema da aquacultura é o potencial para aumentar a disseminação de espécies invasoras, visto que frequentemente as espécies criadas não são nativas das áreas de cultivo. Quando há fugas do criadouro para o meio ambiente é frequente que os animais introduzidos se revelem mais resistentes que as espécies nativas e praticamente tomam de assalto os ecossistemas. Outro problema potencial é a disseminação de parasitas e pragas introduzidas.
No Brasil, há casos de regiões invadidas por tucunarés (espécie nativa da Amazônia) acidentalmente introduzida em ecossistemas de outras regiões, provocando grave predação nas espécies locais.

## Algumas espécies da aquacultura
- Jundia
- Tilapia
- Catfish
- Carpa
- Truta arco íris
- Tucunaré
- Salmão
- Dourado
- Camarão branco do Pacífico
- Bijupirá
- Linguado
- Pregado
- dourada
- Robalo
- Corvina
- Pargo
- Sargo
- Ostra
- Mexilhão
- Vieira
- Amêijoa
- Amêijoa-fina ou ameijoa-boa
- Enguia
- Rodovalho
- Tambaqui
- Pirarucu